# Kim Hyang-mi
Kim Hyang-mi (n. 19 septembrie 1979, Phenian, RPDC) este o jucătoare de tenis de masă ce a reprezentat Coreea de Nord, medaliată olimpică. A participat la o ediție a Jocurilor Olimpice (2004) în care a câștigat o medalie de argint.